# Graveyard Classics II
Graveyard Classics II è il settimo album della band Six Feet Under. È una cover dell'intero album Back in Black degli AC/DC.

## Tracce
1. Hells Bells – 5:12
2. Shoot To Thrill – 5:18
3. What do you do for Money Honey – 3:36
4. Giving The Dog a Bone – 3:33
5. Let Me Put My Love Into You – 4:15
6. Back in Black – 4:24
7. You Shook Me All Night Long – 3:31
8. Have a Drink On Me – 3:59
9. Shake a Leg – 4:04
10. Rock and Roll Ain't Noise Pollution – 4:19